# Dinosauri Killer
Dinosauri Killer è un documentario televisivo diviso in due parti prodotto nel 2004 dalla BBC sui dinosauri carnivori. Venne condotto da Bill Oddie con animazioni grafiche computerizzate da MPC.

## Trasmissione
Negli Stati Uniti, è andato in onda con il titolo di "Dinosaur Face-Off". Venne trasmesso in Svezia alla fine dell'estate del 2009, con il nome di "test Dinosaur", mentre in Italia è andato in onda su La7 con il titolo di "Chi uccise i Dinosauri?".

## Trama
Episodio 1
Tirannosauro Rex vs Triceratopo
Nella puntata il presentatore indaga su quali sono le tecniche di offesa e difesa di alcuni dinosauri come il feroce Tirannosauro Rex ed il Triceratopo. Sul Tirannosauro Rex analizza la forza della sua mandibola, mentre sul Triceratopo la difesa fornitagli dalle corna e dal collare osseo.
Episodio 2
Velociraptor e Tarbosauro vs Anchilosauro e Protoceratopo
Bill Oddie va in Cina per separare la verità sul velociraptor riguardo ai suoi artigli ricurvi dei suoi arti inferiori, ovvero se fossero armi adatte per uccidere un animale della sua stessa taglia come il protoceratopo od un animale di taglia più grande come l'anchilosauro. Nella stessa puntata ci si interoga di come si sarebbe difeso l'anchilosauro contro il raptor o contro il gigantesco parente del tirannosauro ovvero il tarbosauro.